# Martina Trevisan
Martina Trevisan (født 3. november 1993 i Firenze, Italien) er en professionel tennisspiller fra Italien.